# Infiniti G Coupé
Les coupés Infiniti G Coupé ont été lancés en 2002, soit quelques mois seulement après la berline G35. Comme celle-ci, les versions coupés sont des clones de Nissan en l'occurrence des Skyline Coupé. En 2007, une seconde génération est apparue et est baptisée G37, et non plus G35, car son moteur développe 3.7L de cylindrée. Celle-ci est arrivée en Europe fin 2008.

## G35: Première génération (2002-2007)
Plus courte d'une dizaine de centimètre, moins haute de 8 cm mais plus large de 7 cm, la version coupé de la G peut néanmoins transporter quatre passagers.

### Motorisations
Elle reprend les moteurs essences de la berline:
- G35 : V6 3.5 L 280 ch. (2003-2007).
- G35 : V6 3.5 L 298 ch. (2005-2007).

Ils sont disponibles en boîte manuelle six vitesses ou automatique cinq vitesses en deux ou quatre roues motrices.

### Galerie photos

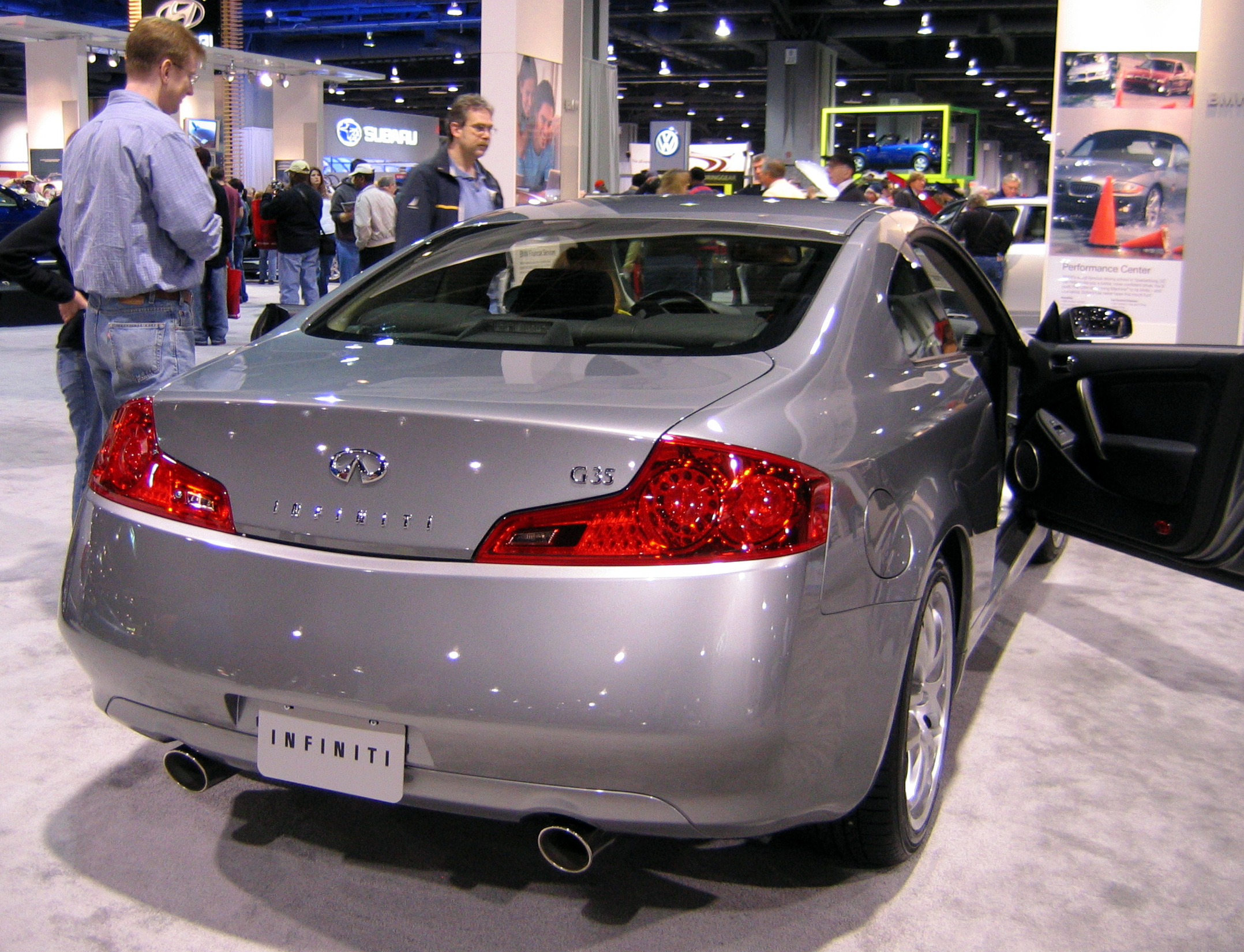
G Coupé 1re génération (G35)
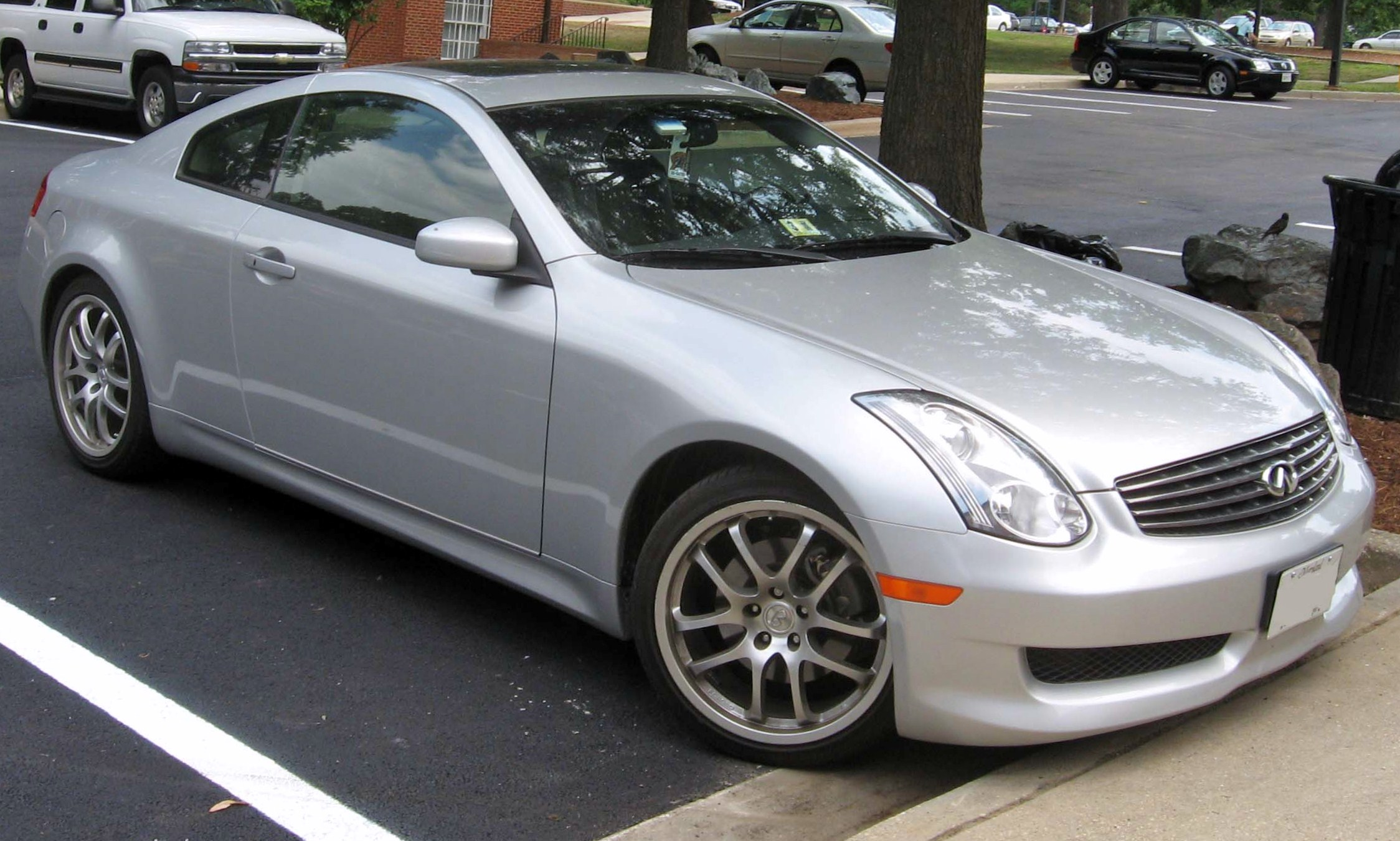
G Coupé 1re génération (G35)

## G37: Deuxième génération (2007-2014)
Lancée peu après la nouvelle G35/37 berline, la deuxième génération du coupé est directement baptisé G37 et bénéficie donc du plus puissant moteur de la berline.
Il est commercialisé fin 2008 en Europe.

### Motorisations
Le G37 Coupé dispose de deux moteurs, un pour le marché nord-américains, et un pour l'Europe :
- G37 : V6 3.7 L 320 ch. (Europe).
- G37 : V6 3.7 L 330 ch. (Amérique du Nord).

Il existe en boîte six vitesses ou auto avec sept rapports.

### Gamme & Prix (2009)

#### France[1]
En France, le coupé G37 existe avec trois finitions :
- G37.
- G37 GT.
- G37 S.

Prix :
- V6 3.7 L 320 ch :
  - G37 : 43 600€.
  - G37 Auto : 45 700€.
  - G37 GT : 45 200€.
  - G37 GT Auto : 47 300€.
  - G37 S : 47 700€.
  - G37 S Auto : 49 800€.

#### USA[2]
Aux États-Unis, le coupé G37 est disponible en trois versions :
- G37.
- G37x.
- G37 Journey.
- G37 Sport.

Prix :
- V6 3.7 L 330 ch :
  - G37 Auto : $35 900.
  - G37x AWD Auto : $38 700.
  - G37 Journey Auto : $36 650.
  - G37 Sport : $37 000.

### Galerie photos

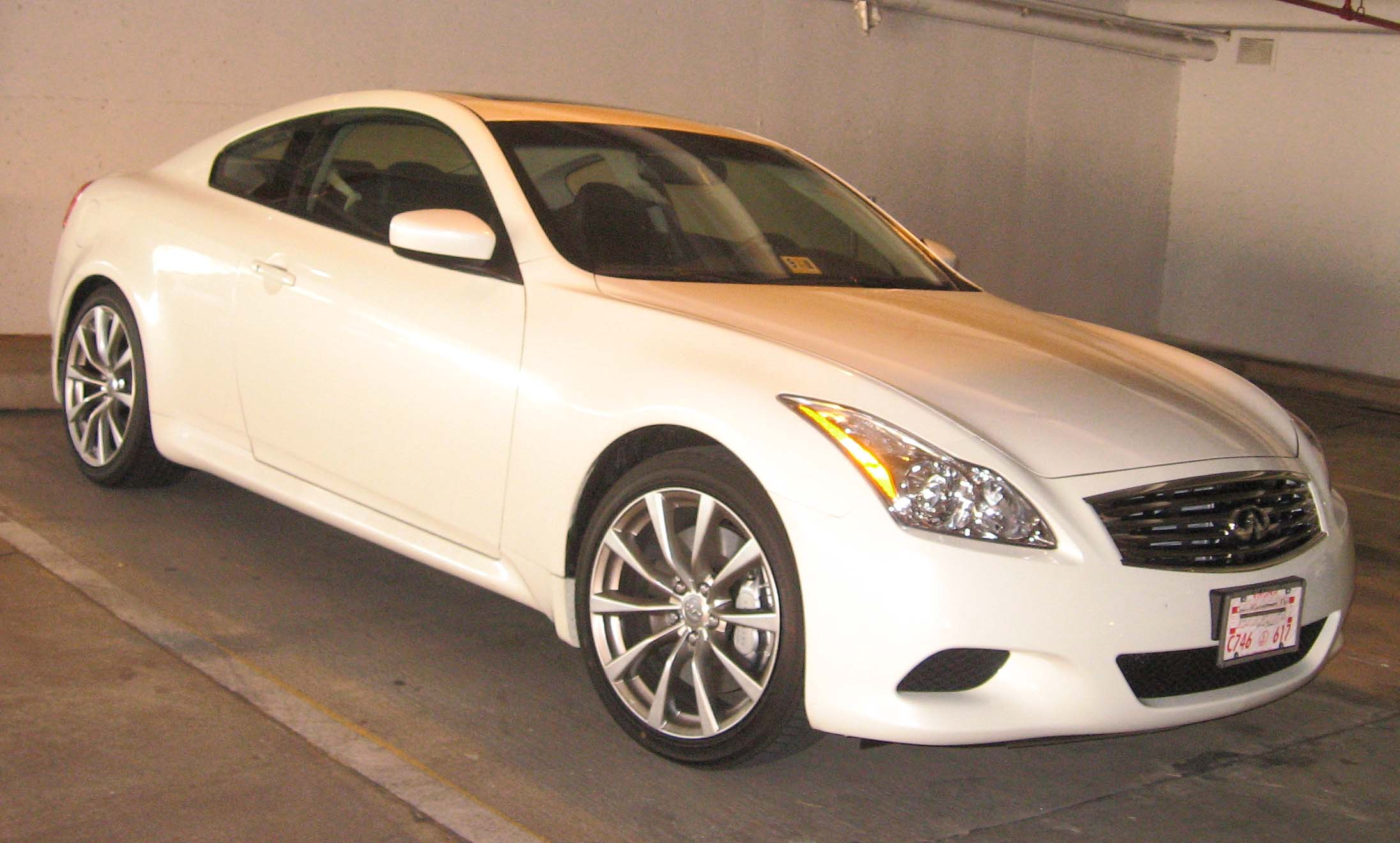
G Coupé 2e génération (G37)
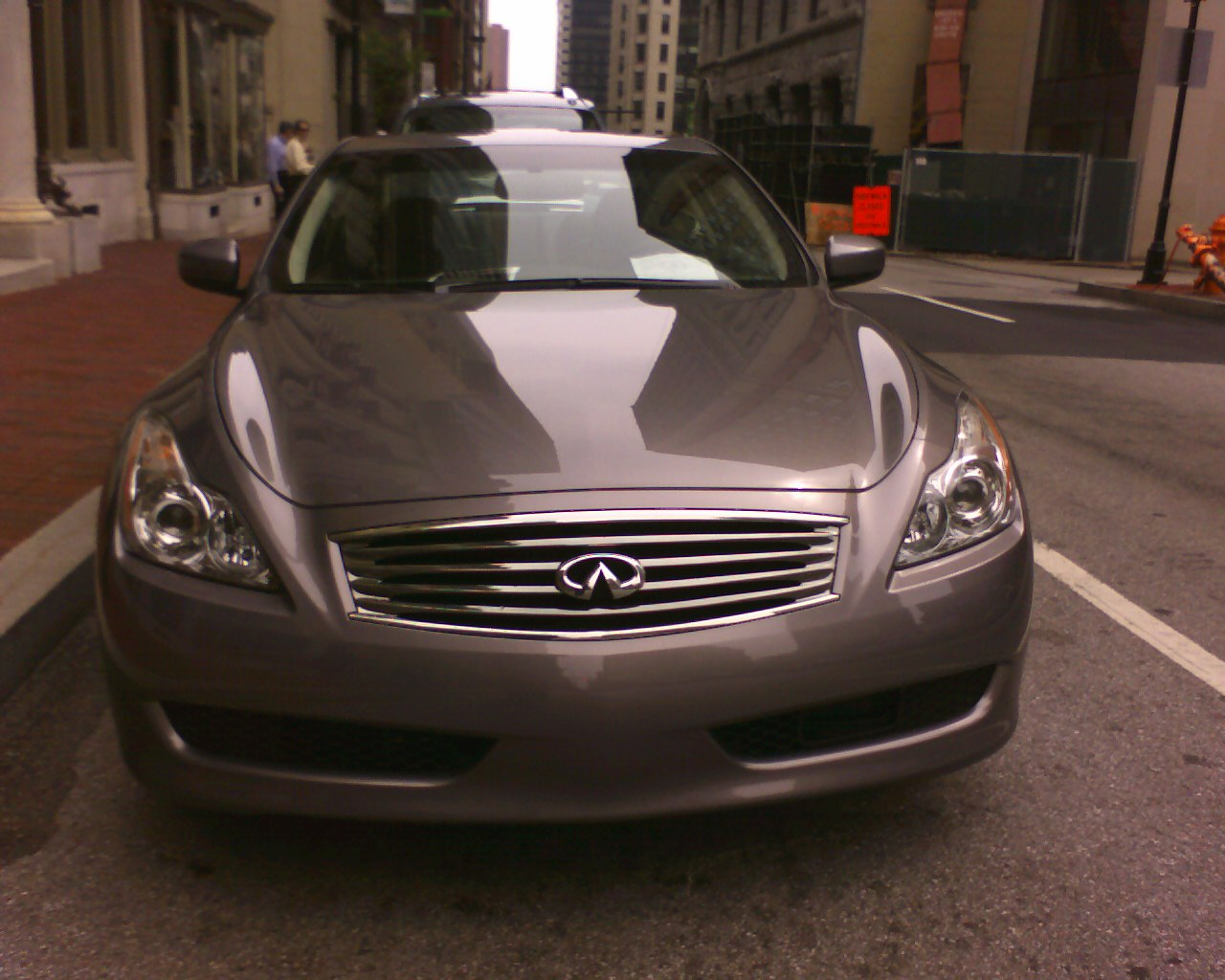
G Coupé 2e génération (G37)
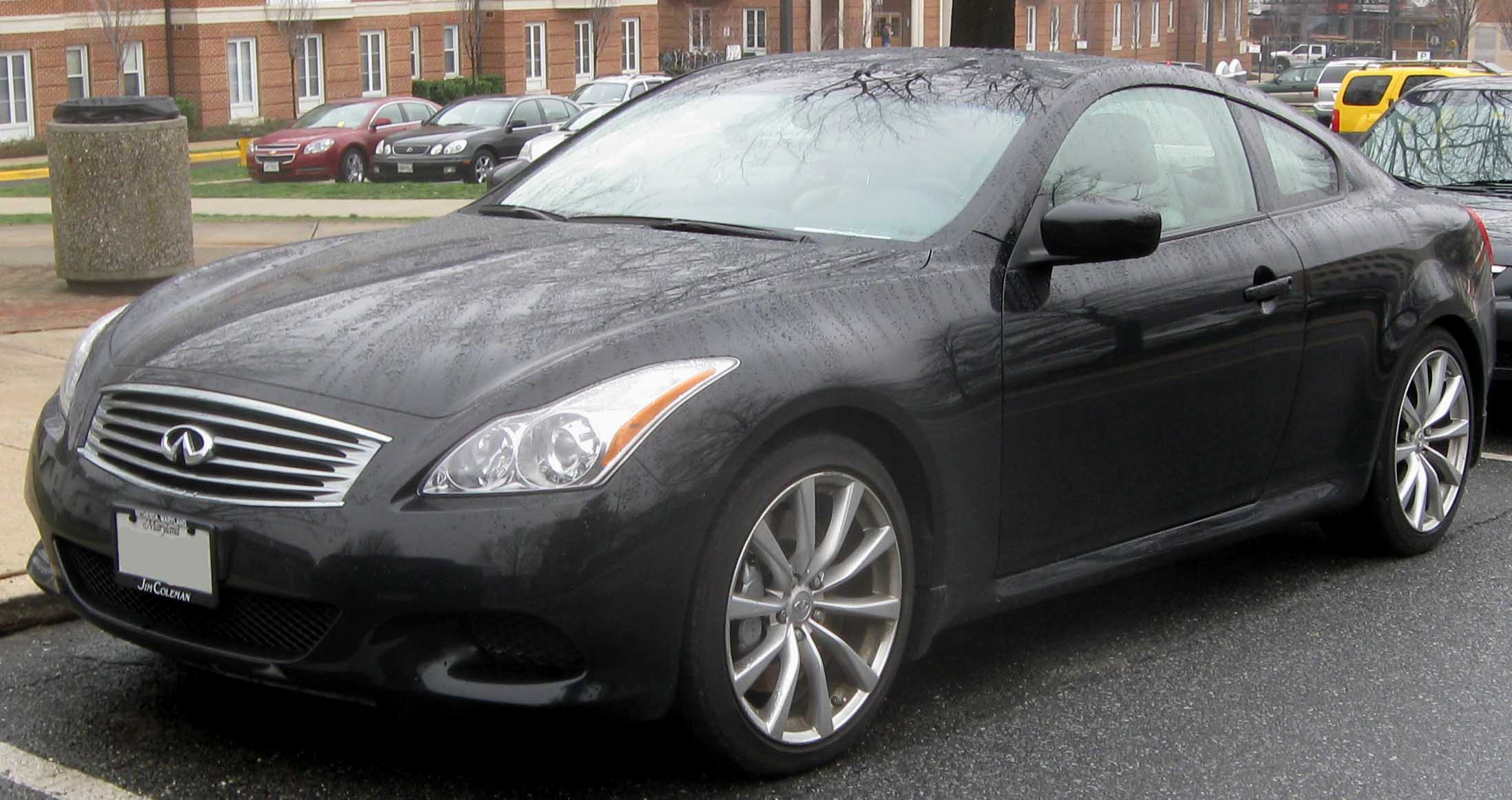
G Coupé 2e génération (G37)
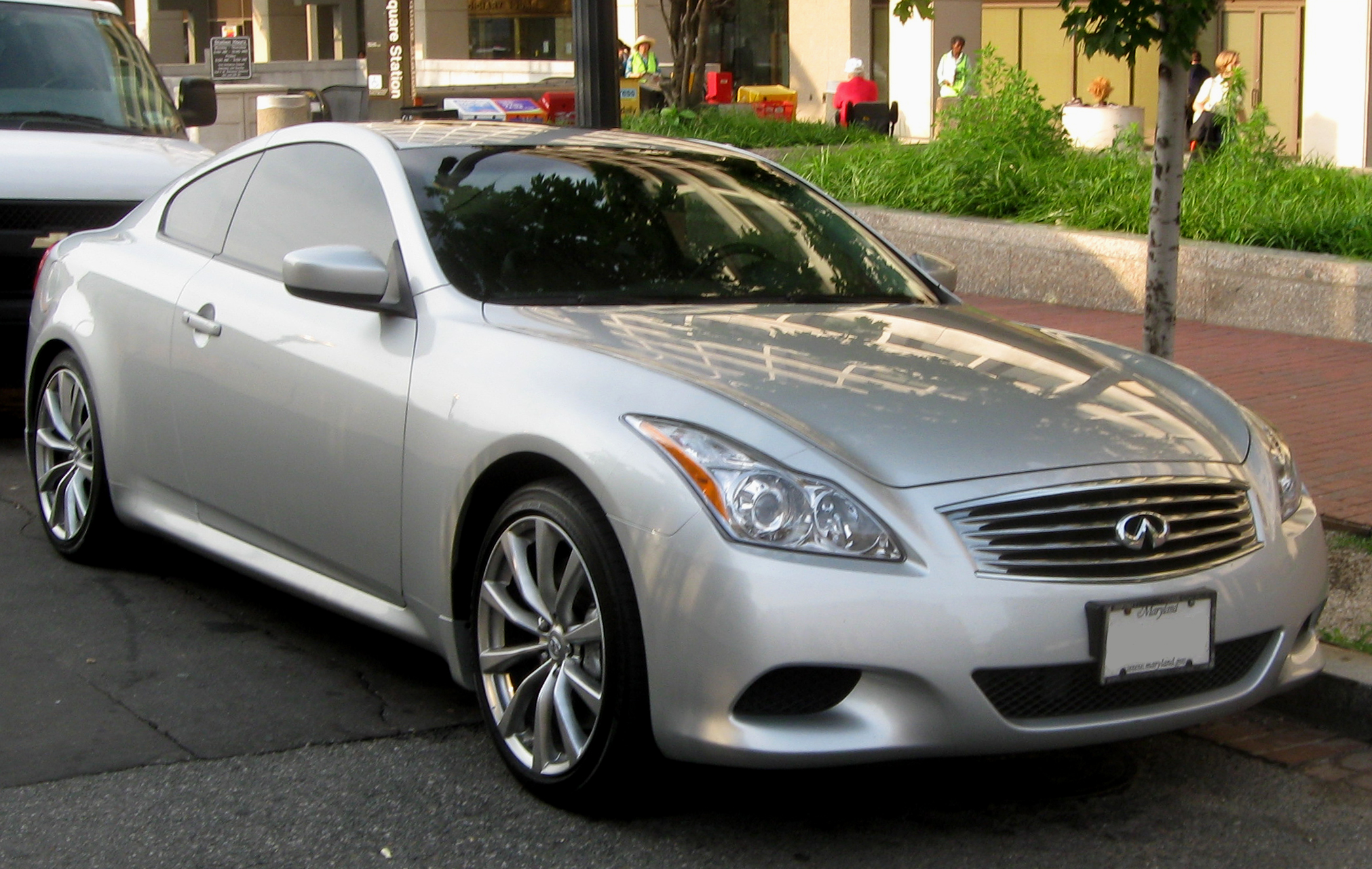
G Coupé 2e génération (G37)

## Ventes aux États-Unis
| Année | Ventes  | Diff.    |
| ----- | ------- | -------- |
| 2002  | 5 185   |          |
| 2003  | 28 965  | +458,6 % |
| 2004  | 28 377  | -2 %     |
| 2005  | 25 949  | -8,6 %   |
| 2006  | 20 395  | -21,4 %  |
| 2007  | 17 794  | -12,8 %  |
| 2008  | 19 212  | +8 %     |
| 2009  | 14 817  | -22,9 %  |
| 2010  | 16 490  | +11,3 %  |
| Total | 177 184 |          |

NB : À partir de 2009, les ventes du coupé G incluent les ventes de sa déclinaison cabriolet lancée en juin 2009.